# المزيكا في خطر (فلم)
المزيكا في خطر هو فيلم مصري من إخراج محمود فريد  وبطولة صفاء أبو السعود، سمير غانم، لبلبة، توفيق الدقن ومحمد رضا، صدر الفيلم في 29 نوفمبر 1976.

## نبذة
فرج وحسن وسكرة وخانكة يعملون ويعيشون بالإسكندرية، لكنهم يعشقون الفن، وتضطرهم الظروف للسفر إلى القاهرة ويعملون عند المعلم بلاميطة صاحب فرقة موسيقية في شارع محمد علي، الذي يرحب بهم وتنضم إلى الفرقة ابنته أفراح التي تقع في حب فرج من أول نظرة.

## طاقم العمل
- صفاء أبو السعود بدور سكر
- سمير غانم بدور حسن
- لبلبة بدور أفراح
- توفيق الدقن بدور فرحات
- محمد رضا بدور المعلم بلاميطة

## وصلات خارجية
- مقالات تستعمل روابط فنية بلا صلة مع ويكي بيانات